# Irene (South Dakota)
Irene ist eine Kleinstadt im Clay County, Turner County und Yankton County im US-Bundesstaat South Dakota. Laut der Volkszählung 2020 hatte Irene 422 Einwohner.

## Geographie
Die Stadt liegt im Südosten des Bundesstaates und erstreckt sich über drei Countys. Die Gesamtfläche beträgt laut dem United States Census Bureau 0,66 km², ausschließlich Landfläche.

## Geschichte
Irene wurde 1895 gegründet und nach der Tochter eines Eisenbahnbeamten benannt.
Ein Postamt besteht in Irene seit 1895.

## Demographie
Bei der Volkszählung 2020 lebten 422 Menschen in Irene. Die Bevölkerung setzte sich überwiegend aus Weißen zusammen. Die Altersverteilung zeigte einen relativ hohen Anteil älterer Menschen.

## Bildung
Die Stadt wird vom Irene-Wakonda School District betreut, der Grund- und weiterführende Schulen in der Region verwaltet.